# Tornei di tennis femminili nel 1949
Prima della nascita del WTA Tour, ossia l'apertura alle tenniste professioniste dei tornei che prima di quell'anno erano riservati alle tenniste dilettanti, tutti gli eventi più importanti erano amatoriali, tra questi c'erano i tornei del Grande Slam: gli Australian Championships, gli Internazionali di Francia, il Torneo di Wimbledon e gli U.S. National Championships.

## Gennaio
| Settimana  | Torneo                                                                            | Vincitore                                           | Finalista                       | Semifinalisti | Eliminati ai quarti |
| ---------- | --------------------------------------------------------------------------------- | --------------------------------------------------- | ------------------------------- | ------------- | ------------------- |
| gennaio    | Western Province Championships 1949 Città del Capo, Sudafrica Singolare - Doppio  | Mary Muller 2-6 6-4 6-1                             | Penelope Pentelow               |               |                     |
| gennaio    | Western Province Championships 1949 Città del Capo, Sudafrica Singolare - Doppio  | Mary Muller Gertrude Valentine-Brown 6-2 12-10      | Miss B Connor Penelope Pentelow |               |                     |
| gennaio    | Western Province Championships 1949 Città del Capo, Sudafrica Singolare - Doppio  | Doppio misto: Mary Muller Leon Norgarb 4-6 6-2 6-3  | Miss B Connor Connor            |               |                     |
| 2 gennaio  | South Australian Championships 1949 Adelaide, Australia Singolare - Doppio        | Doris Hart 6-4 8-6                                  | Nancy Wynne                     |               |                     |
| 2 gennaio  | South Australian Championships 1949 Adelaide, Australia Singolare - Doppio        | Joyce Fitch Doris Hart                              | Mary Toomey Dulcie Whittaker    |               |                     |
| 2 gennaio  | South Australian Championships 1949 Adelaide, Australia Singolare - Doppio        | Doppio misto: Doris Hart Frank Sedgman 6-3 9-11 6-2 | Joyce Fitch Geoff Brown         |               |                     |
| 4 gennaio  | Cumberland Championships 1949 Sydney, Australia Singolare - Doppio                | Phyllis Finn walkover                               | Jenkins                         |               |                     |
| 4 gennaio  | Cumberland Championships 1949 Sydney, Australia Singolare - Doppio                |                                                     |                                 |               |                     |
| 11 gennaio | Sydney Manly Seaside Championships 1949 Sydney, Australia Erba Singolare - Doppio | Nancy Wynne Bolton 6-2 6-1                          | Mary Bevis-Hawton               |               |                     |
| 11 gennaio | Sydney Manly Seaside Championships 1949 Sydney, Australia Erba Singolare - Doppio | Nancy Wynne Bolton Clare Proctor 1-6 6-3 6-1        | Joyce Fitch Mary Bevis-Hawton   |               |                     |
| 15 gennaio | New Zealand Championships 1949 Wellington, Nuova Zelanda Singolare - Doppio       | J. McVay 6-2 6-3                                    | Kerr                            |               |                     |
| 15 gennaio | New Zealand Championships 1949 Wellington, Nuova Zelanda Singolare - Doppio       | Margaret Beverley M. Robertson                      |                                 |               |                     |
| 24 gennaio | Florida State Championships 1949 Orlando, USA Singolare - Doppio                  | Shirley Fry 6-1 8-6                                 | Jean Clarke                     |               |                     |
| 24 gennaio | Florida State Championships 1949 Orlando, USA Singolare - Doppio                  |                                                     |                                 |               |                     |
| 31 gennaio | Australian Championships 1949 Adelaide, Australia Erba Singolare - Doppio         | Doris Hart 6-3 6-4                                  | Nancy Wynne                     |               |                     |
| 31 gennaio | Australian Championships 1949 Adelaide, Australia Erba Singolare - Doppio         | Thelma Coyne Nancy Wynne 6-0, 6-1                   | Doris Hart Mary Toomey          |               |                     |

## Febbraio
| Settimana   | Torneo                                                                              | Vincitore                                                              | Finalista                                 | Semifinalisti | Eliminati ai quarti |
| ----------- | ----------------------------------------------------------------------------------- | ---------------------------------------------------------------------- | ----------------------------------------- | ------------- | ------------------- |
| 12 febbraio | Austin Smith Championships 1949 Fort Lauderdale, USA Terra rossa Singolare - Doppio | Helen Rihbany 6-2 6-1                                                  | Virginia Lee Boyer                        |               |                     |
| 12 febbraio | Austin Smith Championships 1949 Fort Lauderdale, USA Terra rossa Singolare - Doppio |                                                                        |                                           |               |                     |
| 12 febbraio | La Jolla Beach Invitation 1949 La Jolla, USA Singolare - Doppio                     | Patricia Todd 6-3 6-4                                                  | Gertrude Moran                            |               |                     |
| 12 febbraio | La Jolla Beach Invitation 1949 La Jolla, USA Singolare - Doppio                     |                                                                        |                                           |               |                     |
| 12 febbraio | La Jolla Beach Invitation 1949 La Jolla, USA Singolare - Doppio                     | Doppio misto: Patricia Todd Bill Canning 6-2 2-2 (sospesa per pioggia) | Gertrude Moran Hugh Stewart               |               |                     |
| 27 febbraio | Franch Covered Court Championships 1949 Parigi, Francia Singolare - Doppio          | Maud Galtier 0-6 6-1 6-3                                               | Jaqueline Boutin                          |               |                     |
| 27 febbraio | Franch Covered Court Championships 1949 Parigi, Francia Singolare - Doppio          | Arlette Halff Anne Marie Seghers 8-6 6-4                               | Colette Boegner Jaqueline Boutin          |               |                     |
| 27 febbraio | Franch Covered Court Championships 1949 Parigi, Francia Singolare - Doppio          | Doppio misto: Colette Boegner Jean Borotra 6-2 8-6                     | Arlette Halff Roland Journu               |               |                     |
| 27 febbraio | Scandanavian Covered Court Championships 1949 Stoccolma, Svezia Singolare - Doppio  | Hilde Sperling 2-6 6-0 6-2                                             | Betty Hilton                              |               |                     |
| 27 febbraio | Scandanavian Covered Court Championships 1949 Stoccolma, Svezia Singolare - Doppio  | Betty Hilton Jean Rinkel-Quertier 6-2 6-3                              | Bibbi Gullbrandsson-Sanden Mary Lagerborg |               |                     |

## Marzo
| Settimana | Torneo | Vincitore                                                  | Finalista                           | Semifinalisti | Eliminati ai quarti |
| --------- | --- | ---------------------------------------------------------- | ----------------------------------- | ------------- | ------------------- |
| 13 marzo  | Egyptian International Cairo Championships 1949 Il Cairo, Egitto Singolare - Doppio                              | Nelly Adamson Landry 6-3 6-8 6-0                           | Annalisa Bossi                      |               |                     |
| 13 marzo  | Egyptian International Cairo Championships 1949 Il Cairo, Egitto Singolare - Doppio                              | Nelly Adamson Landry Joy Gannon 6-3 6-2                    | Joy Brown Vera Mattar               |               |                     |
| 13 marzo  | Egyptian International Cairo Championships 1949 Il Cairo, Egitto Singolare - Doppio                              | Doppio misto: Nelly Adamson Landry Budge Patty 5-7 6-3 7-5 | Annalisa Bossi Gianni Cucelli       |               |                     |
| 20 marzo  | Carlton Club Championships 1949 Carlton, Francia Terra rossa Singolare - Doppio                                  | Jacqueline Patorni 6-4 4-6 6-1                             | Hilde Doleschell                    |               |                     |
| 20 marzo  | Carlton Club Championships 1949 Carlton, Francia Terra rossa Singolare - Doppio                                  |                                                            |                                     |               |                     |
| 20 marzo  | Melbourne Cricket Club Tournament Albert Park 1949 Melbourne, Australia Erba Singolare - Doppio                  | Mary Toomey 6-2 6-0                                        | Nancy Wynne                         |               |                     |
| 20 marzo  | Melbourne Cricket Club Tournament Albert Park 1949 Melbourne, Australia Erba Singolare - Doppio                  |                                                            |                                     |               |                     |
| 26 marzo  | US Indoors 1949 New York, USA Singolare - Doppio                                                                 | Gertrude Moran 6-2 6-3                                     | Nancy Chaffee Kiner                 |               |                     |
| 26 marzo  | US Indoors 1949 New York, USA Singolare - Doppio                                                                 | Midge Buck Gertrude Moran                                  | Nancy Chaffee Kiner Barbara Wilkins |               |                     |
| 26 marzo  | US Indoors 1949 New York, USA Singolare - Doppio                                                                 | Doppio misto: Gertrude Moran Pancho Gonzales               |                                     |               |                     |
| 27 marzo  | Egyptian International Alexandria Championships 1949 Alessandria d'Egitto, Egitto Terra rossa Singolare - Doppio | Nelly Landry 6-1 6-0                                       | Joy Gannon                          |               |                     |
| 27 marzo  | Egyptian International Alexandria Championships 1949 Alessandria d'Egitto, Egitto Terra rossa Singolare - Doppio | Nelly Adamson Joy Gannon 6-2 7-5                           | Megan Buxton-Knight Vera Mattar     |               |                     |
| 27 marzo  | Torneo di Beaulieu 1949 Cannes, Francia Singolare - Doppio                                                       | Hilde Doleschell 6-2 6-8 6-3                               | Jacqueline Marcellin                |               |                     |
| 27 marzo  | Torneo di Beaulieu 1949 Cannes, Francia Singolare - Doppio                                                       | Nel Hermsen Helena Straubeova 1-6 6-2 6-4                  | Miriamme De Borman Joy Hibbert      |               |                     |
| 27 marzo  | Torneo di Beaulieu 1949 Cannes, Francia Singolare - Doppio                                                       | Doppio misto: Hilde Doleschell Dragutin Mitic 5-7 6-3 6-4  | Jacqueline Patorni Philippe Washer  |               |                     |

## Aprile
| Settimana | Torneo                                                                                    | Vincitore                                                                               | Finalista                            | Semifinalisti | Eliminati ai quarti |
| --------- | ----------------------------------------------------------------------------------------- | --------------------------------------------------------------------------------------- | ------------------------------------ | ------------- | ------------------- |
| 3 aprile  | Bermuda International Championships 1949 Hamilton, Bermuda Singolare - Doppio             | Dorothy Knode-Head 6-2 6-1                                                              | Nancy Chaffee Kiner                  |               |                     |
| 3 aprile  | Bermuda International Championships 1949 Hamilton, Bermuda Singolare - Doppio             | Dorothy Knode-Head Barbara Scofield 6-2 6-4                                             | Midge Buck Nancy Chaffee Kiner       |               |                     |
| 3 aprile  | Bermuda International Championships 1949 Hamilton, Bermuda Singolare - Doppio             | Doppio misto: Dorothy Knode-Head Earl Cochell 6-3 9-7                                   | Barbara Scofield Bill Vogt           |               |                     |
| 3 aprile  | Nice Lawn Tennis Club Championships 1949 Nizza, Francia Terra rossa Singolare - Doppio    | Joy Hibbert 5-7 6-3 6-2                                                                 | Gay Chandler                         |               |                     |
| 3 aprile  | Nice Lawn Tennis Club Championships 1949 Nizza, Francia Terra rossa Singolare - Doppio    |                                                                                         |                                      |               |                     |
| 4 aprile  | Coral Beach Club Invitation 1949 Coral Beach, Bermuda Singolare - Doppio                  | Dorothy Knode-Head 6-1 1-6 6-3                                                          | Barbara Scofield-Davidson            |               |                     |
| 4 aprile  | Coral Beach Club Invitation 1949 Coral Beach, Bermuda Singolare - Doppio                  | Dorothy Knode-Head Barbara Scofield-Davidson 6-3 2-6 7-5                                | Midge Buck Nancy Chaffee Kiner       |               |                     |
| 4 aprile  | Coral Beach Club Invitation 1949 Coral Beach, Bermuda Singolare - Doppio                  | Doppio misto: Betty Rosenquest Pratt Fred Kovaleski 7-5 (finale abbreviata per pioggia) | Nancy Chaffee Kiner Irvin Dorfman    |               |                     |
| 10 aprile | Monte Carlo Cup 1949 Monte Carlo, Monte Carlo Singolare - Doppio                          | Annalisa Bossi 6-2 6-3                                                                  | Anne-Marie Seghers                   |               |                     |
| 10 aprile | Monte Carlo Cup 1949 Monte Carlo, Monte Carlo Singolare - Doppio                          | Nel Hermsen Jacqueline Marcellin 4-6 6-1 6-1                                            | Colette Boegner Annalisa Bossi       |               |                     |
| 16 aprile | South African Championships 1949 Johannesburg, Sudafrica Singolare - Doppio               | Sheila Piercey Summers 6-1 6-1                                                          | Thelma Coyne                         |               |                     |
| 16 aprile | South African Championships 1949 Johannesburg, Sudafrica Singolare - Doppio               | Joyce Fitch Thelma Coyne                                                                | Beryl Bartlett Margaret Morphew      |               |                     |
| 16 aprile | South African Championships 1949 Johannesburg, Sudafrica Singolare - Doppio               | Doppio misto: Joyce Fitch Geoff Brown 6-0 6-4                                           | Sheila Piercey Summers Eric Sturgess |               |                     |
| 16 aprile | Cumberland Hard Court Championships 1949 Cumberland, Gran Bretagna Singolare - Doppio     | Jean Rinkel-Quertier 6-4 6-1                                                            | Jean Walker-Smith                    |               |                     |
| 16 aprile | Cumberland Hard Court Championships 1949 Cumberland, Gran Bretagna Singolare - Doppio     | Molly Blair Jean Rinkel-Quertier 6-0 6-3                                                | Edith Middleton Jean Walker-Smith    |               |                     |
| 17 aprile | Cannes Lawn Tennis Club Championships 1949 Cannes, Francia Terra rossa Singolare - Doppio | Lucia Manfredi 6-3 6-0                                                                  | Alice Weiwers                        |               |                     |
| 17 aprile | Cannes Lawn Tennis Club Championships 1949 Cannes, Francia Terra rossa Singolare - Doppio | Lucia Manfredi Alice Weiwers 6-3 6-3                                                    | Nel Hersen /St Omer Roy              |               |                     |
| 17 aprile | Good Neighbor Tournament 1949 Miami, USA Terra rossa Singolare - Doppio                   | Shirley Fry 3-6 6-4 6-4                                                                 | Dorothy Knode-Head                   |               |                     |
| 17 aprile | Good Neighbor Tournament 1949 Miami, USA Terra rossa Singolare - Doppio                   |                                                                                         |                                      |               |                     |
| 18 aprile | Darling Downs Championships 1949 Toowoomba, Australia Singolare - Doppio                  | Lavina Singleton Mills 6-4 6-4                                                          | Heather Hargreave                    |               |                     |
| 18 aprile | Darling Downs Championships 1949 Toowoomba, Australia Singolare - Doppio                  | Edith Niemeyer Finney Lavina Singleton Mills 6-2 6-3                                    | Miss Doyle Miss Head                 |               |                     |
| 18 aprile | Darling Downs Championships 1949 Toowoomba, Australia Singolare - Doppio                  | Doppio misto: Heather Hargreave Jack Arkinstall 4-6 6-4 8-6                             | Edith Niemeyer Finney Ian Ayre       |               |                     |
| 19 aprile | Western Australian Championships 1949 Perth, Australia Singolare - Doppio                 | Grace 7-5 6-4                                                                           | Nicholas                             |               |                     |
| 19 aprile | Western Australian Championships 1949 Perth, Australia Singolare - Doppio                 |                                                                                         |                                      |               |                     |
| 20 aprile | Tasmanian Championships 1949 Launceston, Australia Singolare - Doppio                     | Sadie Berryman Newcombe 5-7 6-3 7-5                                                     | Alison Burton Baker                  |               |                     |
| 20 aprile | Tasmanian Championships 1949 Launceston, Australia Singolare - Doppio                     | Sadie Berryman Newcombe G Tracey 2-6 7-5 7-5                                            | Alison Burton Baker H Bennett        |               |                     |
| 20 aprile | Tasmanian Championships 1949 Launceston, Australia Singolare - Doppio                     | Doppio misto: Alison Burton Baker John Barnett 6-1 6-1                                  | B Bennett Jack Crawford              |               |                     |
| 25 aprile | River Oaks International Tennis Tournament 1949 Houston, USA Singolare - Doppio           | Virginia Wolfenden Kovacs 6-1 6-4                                                       | Dorothy Knode-Head                   |               |                     |
| 25 aprile | River Oaks International Tennis Tournament 1949 Houston, USA Singolare - Doppio           | Dorothy Knode-Head Virginia Wolfenden Kovacs 4-6 6-0 6-2                                | Nancy Chaffee Kiner Barbara Scofield |               |                     |
| 30 aprile | British Hard Court Championships 1949 Bournemouth, Gran Bretagna Singolare - Doppio       | Joan Curry 3-6 7-5 7-5                                                                  | Jean Rinkel-Quertier                 |               |                     |
| 30 aprile | British Hard Court Championships 1949 Bournemouth, Gran Bretagna Singolare - Doppio       | Mary Halford Betty Hilton 3-6 7-5 7-5                                                   | Joy Gannon Patsy Rodgers             |               |                     |
| 30 aprile | Ojai Valley Championships 1949 Ojai, USA Singolare - Doppio                               | Louise Brough 6-1 6-4                                                                   | Beverly Baker-Fleitz                 |               |                     |
| 30 aprile | Ojai Valley Championships 1949 Ojai, USA Singolare - Doppio                               |                                                                                         |                                      |               |                     |

## Maggio
| Settimana | Torneo                                                                                | Vincitore                                         | Finalista                                    | Semifinalisti | Eliminati ai quarti |
| --------- | ------------------------------------------------------------------------------------- | ------------------------------------------------- | -------------------------------------------- | ------------- | ------------------- |
| 2 maggio  | Wide Bay Tennis Championships 1949 Bundaberg, Australia Singolare - Doppio            | D. Cook 6-3 6-2                                   | M. Donald                                    |               |                     |
| 2 maggio  | Wide Bay Tennis Championships 1949 Bundaberg, Australia Singolare - Doppio            |                                                   |                                              |               |                     |
| 2 maggio  | Maroochy Tennis Championships 1949 Nambour, Australia Singolare - Doppio              | Esme Ashford 6-3 3-6 6-1                          | Valda Ashford                                |               |                     |
| 2 maggio  | Maroochy Tennis Championships 1949 Nambour, Australia Singolare - Doppio              | Esme Ashford Valda Ashford 6-4 6-0                | Edith Niemeyer Finney Lavina Singleton Mills |               |                     |
| 25 maggio | River Plate Championships 1949 Buenos Aires, Argentina Terra rossa Singolare - Doppio | Maria Teran de Weiss 6-0 6-1                      | Gertrude Easton                              |               |                     |
| 25 maggio | River Plate Championships 1949 Buenos Aires, Argentina Terra rossa Singolare - Doppio | Margarita de Fitting Maria Teran de Weiss 6-2 8-6 | Gertrude Easton Felisa Piedrola de Zappa     |               |                     |
| 28 maggio | Surrey Championships 1949 Surbiton, Gran Bretagna Singolare - Doppio                  | Patricia Todd 6-3 9-7                             | Jean Walker-Smith                            |               |                     |
| 28 maggio | Surrey Championships 1949 Surbiton, Gran Bretagna Singolare - Doppio                  | Mary Halford Patricia Todd 4-6 8-6 6-3            | Patsy Rodgers Jean Walker-Smith              |               |                     |
| 30 maggio | Internazionali di Francia 1949 Parigi, Francia Terra rossa Singolare - Doppio         | Margaret Osborne 7-5 6-2                          | Nelly Landry                                 |               |                     |
| 30 maggio | Internazionali di Francia 1949 Parigi, Francia Terra rossa Singolare - Doppio         | Louise Brough Margaret Osborne 7-5, 6-1           | Joy Gannon Betty Hilton                      |               |                     |

## Giugno
| Settimana | Torneo                                                                                | Vincitore                                              | Finalista                               | Semifinalisti | Eliminati ai quarti |
| --------- | ------------------------------------------------------------------------------------- | ------------------------------------------------------ | --------------------------------------- | ------------- | ------------------- |
| 4 giugno  | Northern Championships 1949 Manchester, Gran Bretagna Erba Singolare - Doppio         | Patricia Todd 6-3 6-2                                  | Fulton                                  |               |                     |
| 4 giugno  | Northern Championships 1949 Manchester, Gran Bretagna Erba Singolare - Doppio         | Fulton Patricia Todd 6-0 6-0                           | Henshall Norma Potts                    |               |                     |
| 6 giugno  | Dutch International Championships 1949 Noordwijk, Paesi Bassi Singolare - Doppio      | Kay Tuckey 5-7 7-5 6-4                                 | Helen Rihbany                           |               |                     |
| 6 giugno  | Dutch International Championships 1949 Noordwijk, Paesi Bassi Singolare - Doppio      | Joan Curry Kathleen Tuckey                             | Virginia Lee Boyer Helen Rihbany        |               |                     |
| 6 giugno  | Dutch International Championships 1949 Noordwijk, Paesi Bassi Singolare - Doppio      | Doppio misto: Patricia Todd Tony Mottram               | E Pool Sherwell                         |               |                     |
| 7 giugno  | Blue and Gray Invitation 1949 Montgomery, USA Singolare - Doppio                      | Elinor Shaw 6-1 8-6                                    | Ewing McAllester                        |               |                     |
| 7 giugno  | Blue and Gray Invitation 1949 Montgomery, USA Singolare - Doppio                      |                                                        |                                         |               |                     |
| 9 giugno  | The Priory 1949 Birmingham, Gran Bretagna Erba Singolare - Doppio                     | Louise Brough 6-4 6-3                                  | Margaret Osborne                        |               |                     |
| 9 giugno  | The Priory 1949 Birmingham, Gran Bretagna Erba Singolare - Doppio                     | Louise Brough Margaret duPont 6-4 6-2                  | Joy Gannon Betty Hilton                 |               |                     |
| 11 giugno | Kent Championships 1949 Beckenham, Gran Bretagna Erba Singolare - Doppio              | Patricia Todd 6-3 6-0                                  | Sheila Piercey Summers                  |               |                     |
| 11 giugno | Kent Championships 1949 Beckenham, Gran Bretagna Erba Singolare - Doppio              | Molly Blair Jean Rinkel-Quertier 8-6 6-3               | Sheila Piercey Summers Toots Watermeyer |               |                     |
| 11 giugno | Kent Championships 1949 Beckenham, Gran Bretagna Erba Singolare - Doppio              | Doppio misto: Jean Walker-Smith Subba Sawhney walkover | Patricia Todd Earl Cochell              |               |                     |
| 11 giugno | West of England Championships 1949 Bristol, Gran Bretagna Singolare - Doppio          | Joan Curry 3-6 6-3 9-7                                 | Peggy Dawson Scott                      |               |                     |
| 11 giugno | West of England Championships 1949 Bristol, Gran Bretagna Singolare - Doppio          | Joan Curry Peggy Dawson-Scott                          | J Coles Kathleen Tuckey                 |               |                     |
| 11 giugno | West of England Championships 1949 Bristol, Gran Bretagna Singolare - Doppio          | Doppio misto: Betty Cooke Felicisimo Ampon 6-2 6-3     | Peggy Dawson-Scott Samaii               |               |                     |
| 13 giugno | Griffith Coronation Tournament 1949 Griffith, Gran Bretagna Singolare - Doppio        | Beryl Penrose Collier 6-0 6-0                          | Shelton                                 |               |                     |
| 13 giugno | Griffith Coronation Tournament 1949 Griffith, Gran Bretagna Singolare - Doppio        |                                                        |                                         |               |                     |
| 13 giugno | Victorian Hard Court Championships 1949 Melbourne, Australia Singolare - Doppio       | Dulcie Young 7-5 4-6 6-2                               | Dawn Putland                            |               |                     |
| 13 giugno | Victorian Hard Court Championships 1949 Melbourne, Australia Singolare - Doppio       |                                                        |                                         |               |                     |
| 18 giugno | Queen's Club Championships949 Londra, Gran Bretagna Erba Singolare - Doppio           | Louise Brough 3-6 6-1 6-3                              | Margaret Osborne                        |               |                     |
| 18 giugno | Queen's Club Championships949 Londra, Gran Bretagna Erba Singolare - Doppio           | Gussie Moran Patricia Todd                             | Joy Gannon Betty Hilton                 |               |                     |
| 18 giugno | Queen's Club Championships949 Londra, Gran Bretagna Erba Singolare - Doppio           | Doppio misto: Joyce Fitch Geoff Borwn 6-4 6-1          | Thelma Long George Worthington          |               |                     |
| 25 giugno | Scottish Midland Counties Championships 1949 Dundee, Gran Bretagna Singolare - Doppio | Anita Lizana Ellis 6-1 6-1                             | McKee                                   |               |                     |
| 25 giugno | Scottish Midland Counties Championships 1949 Dundee, Gran Bretagna Singolare - Doppio |                                                        |                                         |               |                     |
| 30 giugno | Torneo di Wimbledon 1949 Londra, Gran Bretagna Erba Singolare - Doppio                | Louise Brough 10-8 1-6 10-8                            | Margaret Osborne                        |               |                     |
| 30 giugno | Torneo di Wimbledon 1949 Londra, Gran Bretagna Erba Singolare - Doppio                | Louise Brough Margaret Osborne 8-6, 7-5                | Doris Hart Gertrude Moran               |               |                     |

## Luglio
| Settimana | Torneo                                                                                            | Vincitore                                                 | Finalista                                 | Semifinalisti | Eliminati ai quarti |
| --------- | ------------------------------------------------------------------------------------------------- | --------------------------------------------------------- | ----------------------------------------- | ------------- | ------------------- |
| luglio    | Natal Championships 1949 Durban, Sudafrica Singolare - Doppio                                     | Ruth Smith Stevens 11-9 6-3                               | Hazel Redick-Smith                        |               |                     |
| luglio    | Natal Championships 1949 Durban, Sudafrica Singolare - Doppio                                     | L O'Leary Hazel Redick-Smith 1-6 6-2 6-4                  | Muller V Valentine-Brown                  |               |                     |
| luglio    | Natal Championships 1949 Durban, Sudafrica Singolare - Doppio                                     | Doppio misto: Muller de Beer 6-4 4-6 6-1                  | M Morphew Kirby                           |               |                     |
| luglio    | Czechoslovakian International Championships 1949 Praga, Cecoslovacchia Singolare - Doppio         | Jadwiga Jędrzejowska                                      |                                           |               |                     |
| luglio    | Czechoslovakian International Championships 1949 Praga, Cecoslovacchia Singolare - Doppio         |                                                           |                                           |               |                     |
| 5 luglio  | Tri-State Championships 1949 Cincinnati, USA Terra rossa Singolare - Doppio                       | Magda Rurac 6-4 2-6 6-0                                   | Beverly Baker-Fleitz                      |               |                     |
| 5 luglio  | Tri-State Championships 1949 Cincinnati, USA Terra rossa Singolare - Doppio                       | Nancy Morrison Magda Rurac 6-2 6-4                        | Barbara Beckel Catherine Malcolm          |               |                     |
| 9 luglio  | Midland Counties Championships 1949 Edgbaston, Gran Bretagna Singolare - Doppio                   | Maria Teran de Weiss 9-7 6-3                              | Joy Gannon                                |               |                     |
| 9 luglio  | Midland Counties Championships 1949 Edgbaston, Gran Bretagna Singolare - Doppio                   | Joy Gannon Maria Teran de Weiss 6-1 7-5                   | Freda James Hammersley Dorothy Round      |               |                     |
| 9 luglio  | East Of England Championships 1949 Felixstowe, Gran Bretagna Erba Singolare - Doppio              | Pat Ward-Hales 7-5 6-2                                    | Joey David                                |               |                     |
| 9 luglio  | East Of England Championships 1949 Felixstowe, Gran Bretagna Erba Singolare - Doppio              | Jean Rinkel-Quertier Pat Ward-Hales 6-1 7-5               | Maier Josefa de Riba                      |               |                     |
| 9 luglio  | Nottinghamshire Championships 1949 Nottingham, Gran Bretagna Singolare - Doppio                   | Patricia Todd 6-1 6-2                                     | Jennifer Middleton                        |               |                     |
| 9 luglio  | Nottinghamshire Championships 1949 Nottingham, Gran Bretagna Singolare - Doppio                   | Arvilla McGuire Patricia Todd                             | Mobbs Stephens                            |               |                     |
| 9 luglio  | Irish Championships 1949 Dublino, Irlanda Erba Singolare - Doppio                                 | Thelma Coyne 6-1 4-6 9-7                                  | Shirley Fry                               |               |                     |
| 9 luglio  | Irish Championships 1949 Dublino, Irlanda Erba Singolare - Doppio                                 | Thelma Coyne Joyce Fitch 6-0 6-2                          | Shirley Fry Helen Rihbany                 |               |                     |
| 9 luglio  | Irish Championships 1949 Dublino, Irlanda Erba Singolare - Doppio                                 | Doppio misto: Joyce Fitch Eustace Fannin 6-0 7-5          | Thelma Coyne GP Jackson                   |               |                     |
| 10 luglio | Western Championships 1949 Chicago, USA Terra rossa Singolare - Doppio                            | Magda Rurac 2-6 6-3 7-5                                   | Beverly Baker-Fleitz                      |               |                     |
| 10 luglio | Western Championships 1949 Chicago, USA Terra rossa Singolare - Doppio                            |                                                           |                                           |               |                     |
| 16 luglio | Essex Championships 1949 Frinton, Gran Bretagna Singolare - Doppio                                | Patricia Todd 6-2 6-2                                     | Molly Blair                               |               |                     |
| 16 luglio | Essex Championships 1949 Frinton, Gran Bretagna Singolare - Doppio                                | Joey David Patricia Todd 6-4 6-2                          | Molly Blair Pat O'Connell                 |               |                     |
| 16 luglio | Welsh Championships 1949 Newport, Gran Bretagna Singolare - Doppio                                | Georgia Woodgate 4-6 6-3 6-2                              | Helena Straubeova                         |               |                     |
| 16 luglio | Welsh Championships 1949 Newport, Gran Bretagna Singolare - Doppio                                |                                                           |                                           |               |                     |
| 17 luglio | Swedish International Hard Court Championships 1949 Båstad, Svezia Terra rossa Singolare - Doppio | Thelma Coyne 6-2 6-3                                      | Hilde Sperling                            |               |                     |
| 17 luglio | Swedish International Hard Court Championships 1949 Båstad, Svezia Terra rossa Singolare - Doppio | Thelma Coyne Joyce Fitch 6-1 6-1                          | Hilde Sperling Bibbi Gullbrandsson-Sanden |               |                     |
| 17 luglio | Swedish International Hard Court Championships 1949 Båstad, Svezia Terra rossa Singolare - Doppio | Doppio misto: Thelma Coyne George Worthington 3-6 6-2 6-3 | Joyce Fitch Eric Sturgess                 |               |                     |
| 17 luglio | Swiss International Championships 1949 Gstaad, Svizzera Terra rossa Singolare - Doppio            | Sheila Piercey Summers 6-3 6-3                            | Joan Curry                                |               |                     |
| 17 luglio | Swiss International Championships 1949 Gstaad, Svizzera Terra rossa Singolare - Doppio            | Sheila Piercey Summers Toots Watermeyer 8-6 6-3           | Shirley Fry Helen Rihbany                 |               |                     |
| 18 luglio | US Clay Court Championships 1949 River Forest, USA Singolare - Doppio                             | Magda Rurac 2-6 9-7 6-3                                   | Beverly Baker-Fleitz                      |               |                     |
| 18 luglio | US Clay Court Championships 1949 River Forest, USA Singolare - Doppio                             |                                                           |                                           |               |                     |
| 19 luglio | Middle States Championships 1949 Filadelfia, USA Erba Singolare - Doppio                          | Dorothy Knode-Head 6-4 2-6 6-4                            | Bunny Vosters                             |               |                     |
| 19 luglio | Middle States Championships 1949 Filadelfia, USA Erba Singolare - Doppio                          | Dorothy Knode-Head Betty Rosenquest Pratt 6-2 6-1         | Marjorie Norris Joy Valderrama            |               |                     |
| 24 luglio | South Queensland Championships 1949 Ipswich, Australia Singolare - Doppio                         | Lavina Singleton Mills 7-5 6-4                            | I. Watson                                 |               |                     |
| 24 luglio | South Queensland Championships 1949 Ipswich, Australia Singolare - Doppio                         |                                                           |                                           |               |                     |
| 25 luglio | Pennsylvania Lawn Tennis Championship 1949 Filadelfia, USA Erba Singolare - Doppio                | Beverly Baker-Fleitz 6-1 6-2                              | Baba Lewis                                |               |                     |
| 25 luglio | Pennsylvania Lawn Tennis Championship 1949 Filadelfia, USA Erba Singolare - Doppio                | Louise Brough Margaret Osborne 6-3 6-3                    | Midge Buck Doris Hart                     |               |                     |
| 25 luglio | Pennsylvania Lawn Tennis Championship 1949 Filadelfia, USA Erba Singolare - Doppio                | Doppio misto: Bunny Vosters Vic Seixas 7-5 6-4            | Beverly Baker Hugh Stewart                |               |                     |
| 25 luglio | Middle Atlantic Championships 1949 Washington, USA Singolare - Doppio                             | Magda Rurac 6-3 6-3                                       | Ann Gray                                  |               |                     |
| 25 luglio | Middle Atlantic Championships 1949 Washington, USA Singolare - Doppio                             | Barry Magda Rurac 3-6 6-0 6-0                             | Ausness Estes                             |               |                     |
| 30 luglio | Northumberland Championships 1949 Newcastle, Gran Bretagna Singolare - Doppio                     | Joyce Fitch 6-2 6-0                                       | Billie Woodgate                           |               |                     |
| 30 luglio | Northumberland Championships 1949 Newcastle, Gran Bretagna Singolare - Doppio                     | Joyce Fitch Billie Woodgate 6-0 6-3                       | Darling Heppenstall                       |               |                     |

## Agosto
| Settimana | Torneo                                                                                 | Vincitore                                 | Finalista                          | Semifinalisti | Eliminati ai quarti |
| --------- | -------------------------------------------------------------------------------------- | ----------------------------------------- | ---------------------------------- | ------------- | ------------------- |
| agosto    | Carmarthenshire Championships 1949 Llanelly, Gran Bretagna Singolare - Doppio          | Joyce Fitch 6-8 6-8 6-0                   | Behr                               |               |                     |
| agosto    | Carmarthenshire Championships 1949 Llanelly, Gran Bretagna Singolare - Doppio          |                                           |                                    |               |                     |
| 1º agosto | Maidstone Invitation 1949 East Hampton, USA Erba Singolare - Doppio                    | Louise Brough 6-1 7-5                     | Doris Hart                         |               |                     |
| 1º agosto | Maidstone Invitation 1949 East Hampton, USA Erba Singolare - Doppio                    | Louise Brough Margaret Osborne 6-2 6-4    | Shirley Fry Doris Hart             |               |                     |
| 6 agosto  | Hampshire Championshisps 1949 Bournemouth, Gran Bretagna Singolare - Doppio            | Margaret Emerson 6-0 6-2                  | Newberry                           |               |                     |
| 6 agosto  | Hampshire Championshisps 1949 Bournemouth, Gran Bretagna Singolare - Doppio            | Coles Wavish 6-4 6-4                      | Paul Betty Uber                    |               |                     |
| 6 agosto  | Hampshire Championshisps 1949 Bournemouth, Gran Bretagna Singolare - Doppio            | Doppio misto: Betty Uber Ireson 6-2 6-2   | Sulman Anderton                    |               |                     |
| 6 agosto  | Northern Suburbs Championships 1949 Sydney, Australia Singolare - Doppio               | Dorn McGill Fogarty 6-3 9-7               | Phyllis Finn                       |               |                     |
| 6 agosto  | Northern Suburbs Championships 1949 Sydney, Australia Singolare - Doppio               |                                           |                                    |               |                     |
| 7 agosto  | Canadian Championships 1949 Halifax, Canada Singolare - Doppio                         | Baba Lewis 6-0 6-2                        | Patricia Macken                    |               |                     |
| 7 agosto  | Canadian Championships 1949 Halifax, Canada Singolare - Doppio                         | Baba Lewis Edith Sullivan 6-2, 6-2        | Patricia Macken Elaine Fildes      |               |                     |
| 7 agosto  | Eastern Grass Court Championships 1949 Orange, USA Erba Singolare - Doppio             | Doris Hart 6-3 6-4                        | Shirley Fry                        |               |                     |
| 7 agosto  | Eastern Grass Court Championships 1949 Orange, USA Erba Singolare - Doppio             | Gertrude Moran Patricia Todd 6-4 3-6 6-4  | Shirley Fry Doris Hart             |               |                     |
| 13 agosto | Brisbane Exhibtion Tennis Tournament 1949 Brisbane, Australia Singolare - Doppio       | Edith Niemeyer Finney                     | Cook                               |               |                     |
| 13 agosto | Brisbane Exhibtion Tennis Tournament 1949 Brisbane, Australia Singolare - Doppio       |                                           |                                    |               |                     |
| 14 agosto | German Championships 1949 Amburgo, Germania Terra rossa Singolare - Doppio             | Maria Teran de Weiss 6-2 6-8 9-7          | Inge Pohmann                       |               |                     |
| 14 agosto | German Championships 1949 Amburgo, Germania Terra rossa Singolare - Doppio             | Totta Zehden Alice von Tarnay 6-1 6-4     | Thilde Hamel Dietz Uschi Heidtmann |               |                     |
| 14 agosto | German Championships 1949 Amburgo, Germania Terra rossa Singolare - Doppio             | Doppio misto: Inge Pohmann Engelbert Koch |                                    |               |                     |
| 14 agosto | Essex County Championships 1949 Manchester, USA Erba Singolare - Doppio                | Margaret Osborne 3-6 6-4 6-3              | Doris Hart                         |               |                     |
| 14 agosto | Essex County Championships 1949 Manchester, USA Erba Singolare - Doppio                | Louise Brough Margaret Osborne 6-4 7-5    | Gertrude Moran Patricia Todd       |               |                     |
| 14 agosto | Essex County Championships 1949 Manchester, USA Erba Singolare - Doppio                | Doppio misto: Richard Buck Midge Buck     | Dorothy Knode-Head Edward Bacon    |               |                     |
| 27 agosto | Torneo di Budleigh Salterton 1949 Budleigh Salterton, Gran Bretagna Singolare - Doppio | Joyce Fitch 6-1 6-0                       | Rosemary Walsh                     |               |                     |
| 27 agosto | Torneo di Budleigh Salterton 1949 Budleigh Salterton, Gran Bretagna Singolare - Doppio | Eyre V. White 6-0 7-5                     | Joyce Fitch Lance                  |               |                     |
| 28 agosto | Yugoslavia International Championships 1949 Abbazia, Jugoslavia Singolare - Doppio     | Elizabeth Broz 6-2 9-7                    | Alice Charbonnier                  |               |                     |
| 28 agosto | Yugoslavia International Championships 1949 Abbazia, Jugoslavia Singolare - Doppio     |                                           |                                    |               |                     |

## Settembre
| Settimana    | Torneo                                                                                       | Vincitore                                        | Finalista                         | Semifinalisti | Eliminati ai quarti |
| ------------ | -------------------------------------------------------------------------------------------- | ------------------------------------------------ | --------------------------------- | ------------- | ------------------- |
| settembre    | Istanbul International Championships 1949 Istanbul, Turchia Singolare - Doppio               | Annalisa Bossi 6-1 8-6                           | Lucia Manfredi                    |               |                     |
| settembre    | Istanbul International Championships 1949 Istanbul, Turchia Singolare - Doppio               |                                                  |                                   |               |                     |
| settembre    | Swedish Hard Court Championships 1949 Stoccolma, Svezia Singolare - Doppio                   | Bibbi Gullbrandsson-Sanden 6-3 6-3               | Mary Lagerborg                    |               |                     |
| settembre    | Swedish Hard Court Championships 1949 Stoccolma, Svezia Singolare - Doppio                   |                                                  |                                   |               |                     |
| settembre    | U.S. National Championships 1949 New York, USA Erba Singolare - Doppio                       | Margaret Osborne 6-3, 6-1                        | Doris Hart                        |               |                     |
| settembre    | U.S. National Championships 1949 New York, USA Erba Singolare - Doppio                       | Louise Brough Margaret Osborne 6-4, 10-8         | Shirley Fry Doris Hart            |               |                     |
| 3 settembre  | Australian Hard Court Championships 1949 Sydney, Australia Singolare - Doppio                | Mary Bevis-Hawton 6-1 6-1                        | Esme Ashford                      |               |                     |
| 3 settembre  | Australian Hard Court Championships 1949 Sydney, Australia Singolare - Doppio                | Esme Ashford Mary Hawton 6-1 7-5                 | Nancye Bolton Clare Proctor       |               |                     |
| 3 settembre  | Australian Hard Court Championships 1949 Sydney, Australia Singolare - Doppio                | Doppio misto: Colin Long Nancye Bolton 6-2 6-2   | Jack Gilchrist Beris Gilchrist    |               |                     |
| 5 settembre  | Turkey International Championships 1949 Ankara, Turchia Terra rossa Singolare - Doppio       | Annalisa Bossi 6-4 6-4                           | Baba Musluoglu                    |               |                     |
| 5 settembre  | Turkey International Championships 1949 Ankara, Turchia Terra rossa Singolare - Doppio       | Gorodetsky Baba Musluoglu 6-1 6-3                | Joan Curry Peggy Dawson Scott     |               |                     |
| 12 settembre | New South Wales Hard Court Championships 1949 Dubbo, Australia Singolare - Doppio            | Mary Bevis-Hawton 6-3 6-0                        | Phyllis Finn                      |               |                     |
| 12 settembre | New South Wales Hard Court Championships 1949 Dubbo, Australia Singolare - Doppio            | Esme Ashford Mary Bevis-Hawton 6-3 6-0           | Helen Utz Peggy Utz               |               |                     |
| 13 settembre | South of England Championships 1949 Eastbourne, Gran Bretagna Singolare - Doppio             | Gem Hoahing 6-4 6-2                              | Maria Teran de Weiss              |               |                     |
| 13 settembre | South of England Championships 1949 Eastbourne, Gran Bretagna Singolare - Doppio             | Betty Coutts Joyce Fitch 6-2 6-1                 | Gem Hoahing Margot Parker         |               |                     |
| 15 settembre | Hungarian International Championships 1949 Budapest, Ungheria Terra rossa Singolare - Doppio | Olga Miskova 6-3 4-6 6-4                         | Jadwiga Jędrzejowska              |               |                     |
| 15 settembre | Hungarian International Championships 1949 Budapest, Ungheria Terra rossa Singolare - Doppio | Hensch Rudnai 4-6 6-4 9-7                        | Jadwiga Jędrzejowska Olga Miskova |               |                     |
| 16 settembre | Eastern Mediterranean Championships 1949 Atene, Grecia Singolare - Doppio                    | Annalisa Bossi 7-5 6-8 6-3                       | Joan Curry                        |               |                     |
| 16 settembre | Eastern Mediterranean Championships 1949 Atene, Grecia Singolare - Doppio                    | Joan Curry Peggy Dawson-Scott 6-0 6-3            | G Greiss Betsy Venter             |               |                     |
| 17 settembre | Scottish Lowlands Championships 1949 Peebles, Gran Bretagna Singolare - Doppio               | Thelma Coyne walkover                            | Rita Anderson                     |               |                     |
| 17 settembre | Scottish Lowlands Championships 1949 Peebles, Gran Bretagna Singolare - Doppio               | Betty Coutts Billie Woodgate walkover            | Rita Anderson Thelma Coyne        |               |                     |
| 18 settembre | Pacific Southwest Championships 1949 Los Angeles, USA Cemento Singolare - Doppio             | Helen Perez 7-5 5-7 4-1 ritiro                   | Beverly Baker-Fleitz              |               |                     |
| 18 settembre | Pacific Southwest Championships 1949 Los Angeles, USA Cemento Singolare - Doppio             | Shirley Fry Doris Hart 6-2 6-4                   | Gussie Moran Patricia Todd        |               |                     |
| 26 settembre | Pacific Coast Championships 1949 Berkeley, USA Cemento Singolare - Doppio                    | Doris Hart 6-3 6-4                               | Dorothy Knode-Head                |               |                     |
| 26 settembre | Pacific Coast Championships 1949 Berkeley, USA Cemento Singolare - Doppio                    | Gertrude Moran Virginia Wolfenden Kovacs 6-2 6-4 | Doris Hart Shirley Fry            |               |                     |

## Ottobre
| Settimana  | Torneo                                                                                      | Vincitore                                         | Finalista                      | Semifinalisti | Eliminati ai quarti |
| ---------- | ------------------------------------------------------------------------------------------- | ------------------------------------------------- | ------------------------------ | ------------- | ------------------- |
| ottobre    | Orange Free State Championships 1949 Bloemfontein, Sudafrica Singolare - Doppio             | MacLear 6-3 3-6 9-7                               | Coetze                         |               |                     |
| ottobre    | Orange Free State Championships 1949 Bloemfontein, Sudafrica Singolare - Doppio             | MacLear Mundell 6-4 6-8 6-1                       | Coetze Wessek                  |               |                     |
| ottobre    | Orange Free State Championships 1949 Bloemfontein, Sudafrica Singolare - Doppio             | Doppio misto: A Treyvallan D Lurie 4-6 6-2 7-5    | T Gouws du Toit                |               |                     |
| 9 ottobre  | Pan American International Championships 1949 Città del Messico, Messico Singolare - Doppio | Doris Hart 6-1 2-6 6-3                            | Betty Hilton                   |               |                     |
| 9 ottobre  | Pan American International Championships 1949 Città del Messico, Messico Singolare - Doppio | Shirley Fry Doris Hart                            | Betty Hilton Kathleen Tuckey   |               |                     |
| 9 ottobre  | Pan American International Championships 1949 Città del Messico, Messico Singolare - Doppio | Doppio misto: Doris Hart Giovanni Cucelli 6-4 6-2 | Melita Ramirez Gustavo Palafox |               |                     |
| 15 ottobre | British Covered Court Championships 1949 Londra, Gran Bretagna Singolare - Doppio           | Joan Curry 6-1 6-0                                | Jean Rinkel-Quertier           |               |                     |
| 15 ottobre | British Covered Court Championships 1949 Londra, Gran Bretagna Singolare - Doppio           | Mary Halford Pat O'Connell 6-8 6-3 10-8           | Bea Walter Georgie Woodgate    |               |                     |
| 15 ottobre | British Covered Court Championships 1949 Londra, Gran Bretagna Singolare - Doppio           | Doppio misto: Jean Rinkel-Quertier Geoff Paish    |                                |               |                     |
| 15 ottobre | Sydney Metropolitan Grass Court Championships 1949 Sydney, Australia Singolare - Doppio     | Mary Bevis-Hawton 6-2 6-2                         | Esme Ashford                   |               |                     |
| 15 ottobre | Sydney Metropolitan Grass Court Championships 1949 Sydney, Australia Singolare - Doppio     | Esme Ashford Mary Bevis-Hawton                    | Nancye Bolton Clare Proctor    |               |                     |
| 29 ottobre | ACT Championships 1949 Canberra, Australia Singolare - Doppio                               | Liiv 6-1 6-1                                      | Joyce                          |               |                     |
| 29 ottobre | ACT Championships 1949 Canberra, Australia Singolare - Doppio                               |                                                   |                                |               |                     |

## Novembre
| Settimana   | Torneo                                                                       | Vincitore                                             | Finalista                          | Semifinalisti | Eliminati ai quarti |
| ----------- | ---------------------------------------------------------------------------- | ----------------------------------------------------- | ---------------------------------- | ------------- | ------------------- |
| 12 novembre | Queensland Championships 1949 Brisbane, Australia Singolare - Doppio         | Lavina Singleton Mills 6-2 6-1                        | Edith Niemeyer Finney              |               |                     |
| 12 novembre | Queensland Championships 1949 Brisbane, Australia Singolare - Doppio         | Hargreaves Lavina Singleton Mills 7-5 8-10 6-4        | Edith Niemeyer Finney Mary Schultz |               |                     |
| 20 novembre | South American Championships 1949 Buenos Aires, Argentina Singolare - Doppio | Barbara Scofield-Davidson 6-3 6-2                     | Nancy Chaffee Kiner                |               |                     |
| 20 novembre | South American Championships 1949 Buenos Aires, Argentina Singolare - Doppio | Nancy Chaffee Kiner Barbara Scofield-Davidson 6-4 8-6 | Gaviaghi Felisa Piedrola de Zappa  |               |                     |
| 25 novembre | New South Wales Championships 1949 Sydney, Australia Singolare - Doppio      | Joyce Fitch 4-6 7-5 7-5                               | Nancy Wynne                        |               |                     |
| 25 novembre | New South Wales Championships 1949 Sydney, Australia Singolare - Doppio      | Nancy Wynne Bolton Thelma Coyne 6-0 6-1               | Gwen Bryant Dawn Fogarty           |               |                     |

## Dicembre
| Settimana   | Torneo                                                                           | Vincitore                                             | Finalista                | Semifinalisti | Eliminati ai quarti |
| ----------- | -------------------------------------------------------------------------------- | ----------------------------------------------------- | ------------------------ | ------------- | ------------------- |
| dicembre    | Eastern Province Championships 1949 Port Elizabeth, Sudafrica Singolare - Doppio | Mary Muller 3-6 8-6 6-0                               | Toots Watermeyer         |               |                     |
| dicembre    | Eastern Province Championships 1949 Port Elizabeth, Sudafrica Singolare - Doppio |                                                       |                          |               |                     |
| 13 dicembre | Victorian Championships 1949 Melbourne, Australia Singolare - Doppio             | Nancy Wynne 6-8 6-2 8-6                               | Thelma Coyne             |               |                     |
| 13 dicembre | Victorian Championships 1949 Melbourne, Australia Singolare - Doppio             | Nancye Bolton Thelma Coyne 6-3 6-3                    | Esme Ashford Nell Hopman |               |                     |
| 13 dicembre | Victorian Championships 1949 Melbourne, Australia Singolare - Doppio             | Doppio misto: Joyce Fitch Jaroslav Drobny 6-3 3-6 6-3 | Thelma Coyne Colin Long  |               |                     |
| 30 dicembre | Royal South Yarra Tournament 1949 Melbourne, Australia Singolare - Doppio        | Joy Strickland 0-6 7-5 6-0                            | J. Watt                  |               |                     |
| 30 dicembre | Royal South Yarra Tournament 1949 Melbourne, Australia Singolare - Doppio        |                                                       |                          |               |                     |